# Estoloides galapagoensis
Estoloides galapagoensis är en skalbaggsart som först beskrevs av Blair 1933.  Estoloides galapagoensis ingår i släktet Estoloides och familjen långhorningar. Inga underarter finns listade i Catalogue of Life.